# بيت الحصاص (العدين)

تعديل مصدري - تعديل

بيت الحصاص محلة تابعة لقرية ثعوب، التابعة لعزلة خباز بمديرية العدين إحدى مديريات محافظة إب في الجمهورية اليمنية.، بلغ تعداد سكانها 101 حسب تعداد اليمن لعام 2004.